# فرودگاه کایاری
فرودگاه کایاری (به انگلیسی: Caiari Airport) (به زبان بومی: Aeroporto Caiari) یک فرودگاه همگانی و نظامی مسافربری است . این فرودگاه در کشور برزیل قرار دارد .